# Мачине-Борго Лорето (Анкона)
Мачине-Борго Лорето је насеље у Италији у округу Анкона, региону Марке.
Према процени из 2011. у насељу је живело 1923 становника. Насеље се налази на надморској висини од 133 м.